# آشلي غرين
آشلي غرين (بالإنجليزية: Ashley Greene) ممثلة أمريكية من مواليد 21 فبرايرمن عام 1987، ولدت في جاكسونفيل، فلوريدا ويعمل والدها في مجال الأمن، انتقلت وهي في سن 17 سنة إلى لوس أنجلس في كاليفورنيا. اشتهرت بدور أليس كولين في سلسة أفلام الشفق الشهيرة والتي تميزت بقدرتها على رؤية المستقبل.

## الحياة الشخصية
غرين ولد في جاكسونفيل بولاية فلوريدا، وهي ابنة ميشيل (نيي تاتوم)، الذي يعمل في مجال التأمين، وجو غرين، أحد جنود مشاة البحرية الأميركية الذي يمتلك الآن شركته الخاصة للاسمنت. لقد نشأت في ميدلبورغ وذهبت جاكسونفيل، ومدرسة مسيحية قبل أن تنتقل إلى جامعة كلية وولفسون السامية عندما كانت في الصف العاشر. انتقلت إلى لوس انجليس، كاليفورنيا، في سن ال 17 إلى بدات في امتهان التمثيل. غرين لديها الأخ الأكبر يدعى جو، الذي لا يزال يقيم في جاكسونفيل مع والديهم. غرين جيدة مع اصدقاءها من فلم الشفق، وخصوصا كيلان لوتز وجاكسون راثبون الدي عرفته قبل تصوير الفلم. وقد صرحت غرين وترعرعت مشاهدة كرة القدم وهي من مشجعي فلوريدا غتورس. 

## وصلات خارجية
- آشلي غرين على موقع IMDb (الإنجليزية)
- آشلي غرين على موقع روتن توميتوز (الإنجليزية)
- آشلي غرين على موقع ألو سيني (الفرنسية)
- آشلي غرين على موقع أول موفي (الإنجليزية)
- آشلي غرين على موقع بوكس أوفيس موجو (الإنجليزية)
- آشلي غرين على موقع قاعدة بيانات الأفلام السويدية (السويدية)
- آشلي غرين على موقع إن إن دي بي (الإنجليزية)
- آشلي غرين على موقع قاعدة بيانات الفيلم (الإنجليزية)
- آشلي غرين على موقع كينوبويسك (الروسية)